# Liopasia anolopha
Liopasia anolopha là một loài bướm đêm trong họ Crambidae.